# Поронайськ
Порона́йськ (рос. Поронайск; до 1946 року — Сікука) — місто на східному побережжі острова Сахаліну в Тим-Поронайському долі у гирлі річки Поронай (за якою і назване); порт у затоці Терпіння Охотського моря, залізична станція Сахалінського регіону Далекосхідної залізниці. Центр Поронайського міського окруку Сахалінської області Російської Федерації. Розташоване за 288 км на північ від Южно-Сахалінська. Населення — 15 953 осіб (2023).

## Історія
На території сучасного міста, поруч із поселеннями айнів, нівхів та інших народів, у 1869 році було засноване російське поселення — пост Тихменовський. З 1905 по 3 вересня 1945 року у складі губернаторства Карафуто Японської імперії. З 1945 року — у складі Радянського Союзу.

## Населення
| 1925    | 1935    | 1959    | 1967    | 1970    | 1979    | 1989    | 1992    | 1996    | 1998    |
| ------- | ------- | ------- | ------- | ------- | ------- | ------- | ------- | ------- | ------- |
| 1373    | ↗19 463 | ↗21 570 | ↗23 000 | ↗23 610 | ↗24 669 | ↗25 971 | ↗26 100 | ↘23 900 | ↘22 800 |
| 2000    | 2001    | 2002    | 2003    | 2005    | 2006    | 2007    | 2008    | 2009    | 2010    |
| ↘21 800 | ↘21 500 | ↘17 954 | ↗18 000 | ↘17 400 | ↘17 100 | ↘16 900 | ↘16 700 | ↘16 565 | ↘16 120 |
| 2011    | 2012    | 2013    | 2014    | 2015    | 2016    | 2017    | 2018    | 2019    |         |
| ↘16 100 | ↘15 768 | ↘15 476 | ↘15 251 | ↗15 262 | ↘15 174 | ↗15 311 | →15 311 | ↗15 388 |         |

## Економіка
Основні галузі: вугільна промисловість та рибне господарство. Найбільші підприємства: розрізи Лермонтовський і Центральний, АТ «Поронайськвугілля», риболовецький колгосп «Дружба». Також діє «Поронайська лісова компанія».

## Освіта
У місті працює технологічний ліцей, загальноосвітня школа, дитяча художня школа і школа мистецтв.